# Bełżec
Bełżec è un comune rurale polacco del distretto di Tomaszów Lubelski, nel voivodato di Lublino.
Ricopre una superficie di 33,52 km² e nel 2013 contava 3 435 abitanti.

## Storia
Fra il marzo 1942 e il giugno 1943 i nazisti vi operarono un terribile campo di sterminio, dove persero la vita circa mezzo milione di persone.

## Geografia
Bełżec dista a circa 130 km da Lublino, capoluogo del voivodato di Lublino.